# Peter Somm
Peter Somm (* 23. Februar 1940 in Sulgen; † 11. Februar 2023 in Bern) war ein Schweizer Arzt,  Maler, Zeichner und Kunstsammler.

## Leben und Werk
Peter Somm studierte Medizin in Fribourg, Wien und Zürich. Als Autodidakt schuf er von 1958 bis 1969 ein umfangreiches Frühwerk. Während des Studiums in Zürich beschäftigte er sich zwischen 1961 und 1965 mit den Werken von Paul Klee und Johannes Itten.
Nach dem Studium liess sich Somm in Münsterlingen, Berlin, Zürich und St. Gallen zum Anästhesisten ausbilden. 1969 beteiligte er sich im Zürcher Helmhaus erstmals an einer Ausstellung und führte seither ein Werkverzeichnis mit dem ausgestellten Bild als Nummer 1. Ein Katalog des vorher entstandenen, zum Teil noch gegenständlichen Frühwerks wurde 2007 erstellt und publiziert. 1971 begann er mit den für sein Werk typisch werdenden Kreisbildern, in denen die Farbe immer wichtiger wurde. Mit einer Vielzahl von abgestuften Farbnuancen konzentrischer Kreise erzielte er die Illusion des Leuchtens aus dem Bild heraus.
Somm war seit 1966 mit Susanne Frey verheiratet. Zusammen mit ihren drei gemeinsamen Kindern lebten sie ab 1972 in Herrenschwanden. Das Ehepaar begann die Werke von Adolf Dietrich zu sammeln und machten ihre Sammlung 2014 durch Gründung der Adolf Dietrich-Stiftung der Öffentlichkeit zugänglich. 
Bis Ende 1999 war Somm in Teilzeitarbeit als Anästhesist an einer Privatklinik in Bern tätig. Parallel dazu entwickelte er sein künstlerisches Werk weiter und stellte dieses in zahlreichen Gruppen- und Einzelausstellungen aus. Zudem verfasste er Texte zu seinen Arbeiten.
Im Jahr 2022 übergab die Adolf Dietrich-Stiftung 17 Werke dem Kunstmuseum Thurgau als Schenkung. Gleichzeitig schenkte Somm dem Kunstmuseum Thurgau ca. 400 eigene Werke. Mit der Ausstellung Peter Somm – Wenn Farben Licht werden, präsentierte das Kunstmuseum Thurgau 2023 einen Überblick über Somms Gesamtwerk.